# Франовка
Франовка (укр. Франівка) — село, входит в Гощанскую поселковую общину Ровненского района Ровненской области Украины.
Население по переписи 2001 года составляло 586 человек. Почтовый индекс — 35408. Телефонный код — 3650. Код КОАТУУ — 5621287503.